# Tom Nijssen
Tom Nijssen, né le 1er octobre 1964 à Maastricht, est un ancien joueur de tennis néerlandais spécialisé dans le double. Il a notamment remporté les Internationaux de France de tennis et l'US Open en double mixte.

## Parcours dans les tournois duGrand Chelem

### En simple
| Année | Open d'Australie | Open d'Australie | Internationaux de France | Internationaux de France | Wimbledon       | Wimbledon   | US Open         | US Open    |
| ----- | ---------------- | ---------------- | ------------------------ | ------------------------ | --------------- | ----------- | --------------- | ---------- |
| 1986  | —                | —                | 1er tour (1/64)          | J. Gunnarsson            | —               | —           | —               | —          |
| 1987  | —                | —                | 1er tour (1/64)          | K. Nováček               | —               | —           | —               | —          |
| 1988  | 1er tour (1/64)  | G. Michibata     | —                        | —                        | 1er tour (1/64) | A. Järryd   | —               | —          |
| 1989  | 3e tour (1/16)   | G. Ivanišević    | 1er tour (1/64)          | A. Tous                  | 2e tour (1/32)  | D. Pate     | 1er tour (1/64) | J. Connors |
| 1990  | 1er tour (1/64)  | L. Jonsson       | —                        | —                        | 1er tour (1/64) | P. Haarhuis | —               | —          |

N.B. : à droite du résultat se trouve le nom de l'ultime adversaire.

### En double
| Année | Open d'Australie               | Open d'Australie           | Internationaux de France    | Internationaux de France  | Wimbledon                     | Wimbledon                    | US Open                      | US Open                     |
| ----- | ------------------------------ | -------------------------- | --------------------------- | ------------------------- | ----------------------------- | ---------------------------- | ---------------------------- | --------------------------- |
| 1986  | —                              | —                          | 2e tour (1/16) J. Vekemans  | S. Casal E. Sánchez       | —                             | —                            | —                            | —                           |
| 1987  | —                              | —                          | 1er tour (1/32) J. Vekemans | S. Casal E. Sánchez       | —                             | —                            | —                            | —                           |
| 1988  | 2e tour (1/16) M. Bauer        | T. Wilkison T. Witsken     | 2e tour (1/16) J. Čihák     | R. Leach J. Pugh          | 1/8 de finale B. Dyke         | K. Flach R. Seguso           | —                            | —                           |
| 1989  | 1/8 de finale B. Dyke          | J. Fitzgerald A. Järryd    | 1/8 de finale M. Mortensen  | J. Grabb P. McEnroe       | 2e tour (1/16) B. Dyke        | P. Aldrich D. Visser         | 1er tour (1/32) M. Mortensen | P. Annacone C. van Rensburg |
| 1990  | 1er tour (1/32) J. Bates       | K. Evernden J. Sánchez     | 2e tour (1/16) M. Mortensen | P. Haarhuis M. Koevermans | 2e tour (1/16) M. Mortensen   | W. Ferreira P. Norval        | —                            | —                           |
| 1991  | 1er tour (1/32) A. Antonitsch  | T. Woodbridge M. Woodforde | 1/4 de finale C. Suk        | R. Leach J. Pugh          | 1/8 de finale C. Suk          | P. Galbraith T. Witsken      | 1er tour (1/32) C. Suk       | M. Lucena B.-O. Pedersen    |
| 1992  | 1/4 de finale C. Suk           | K. Jones R. Leach          | 2e tour (1/16) C. Suk       | B. Garnett T. Svantesson  | 1er tour (1/32) C. Suk        | K. Curren G. Muller          | 1/8 de finale C. Suk         | J. Eltingh P. Haarhuis      |
| 1993  | 2e tour (1/16) C. Suk          | O. Camporese R. Krajicek   | 2e tour (1/16) C. Suk       | T. Carbonell C. Costa     | 1er tour (1/32) J. Siemerink  | J.-L. de Jager M. Ondruska   | 1/8 de finale C. Suk         | S. Lareau L. Paes           |
| 1994  | 1/4 de finale C. Suk           | B. Black J. Stark          | 1/8 de finale C. Suk        | J. Apell J. Björkman      | 1/4 de finale C. Suk          | M.-K. Goellner I. Kafelnikov | 1/4 de finale C. Suk         | M. Knowles W. Ferreira      |
| 1995  | 1er tour (1/32) M. Oosting     | R. Bergh B. Talbot         | 1er tour (1/32) D. Adams    | S. Lareau B. MacPhie      | 1er tour (1/32) D. Adams      | B. Black J. Stark            | 2e tour (1/16) A. Antonitsch | J. Fitzgerald A. Järryd     |
| 1996  | 1er tour (1/32) G. Van Emburgh | M. Tebbutt P. Tramacchi    | 1er tour (1/32) T. Kempers  | D. Adams W. Arthurs       | 1/8 de finale T. Kempers      | M. Philippoussis P. Rafter   | 2e tour (1/16) T. Kempers    | S. Cannon R. Smith          |
| 1997  | 1/8 de finale T. Kempers       | S. Lareau A. O'Brien       | 2e tour (1/16) S. Noteboom  | I. Kafelnikov D. Vacek    | 2e tour (1/16) J.-L. de Jager | D. Johnson F. Montana        | 1er tour (1/32) M. Barnard   | B. Hawk N. Overholser       |
| 1998  | 1er tour (1/32) T. Anzari      | J.-L. de Jager R. Koenig   | —                           | —                         | 1er tour (1/32) S. Noteboom   | G. Stafford K. Ullyett       | —                            | —                           |

N.B. : le nom du ou de la partenaire se trouve sous le résultat ; le nom des ultimes adversaires se trouve à droite.

### En double mixte
| Année | Open d'Australie           | Open d'Australie      | Internationaux de France   | Internationaux de France      | Wimbledon                  | Wimbledon                    | US Open                       | US Open                        |
| ----- | -------------------------- | --------------------- | -------------------------- | ----------------------------- | -------------------------- | ---------------------------- | ----------------------------- | ------------------------------ |
| 1989  | 1/2 finale Manon Bollegraf | Jana Novotná Jim Pugh | Victoire Manon Bollegraf   | Arantxa Sánchez H. de la Peña |                            |                              | 1/2 finale Manon Bollegraf    | M. McGrath Rick Leach          |
| 1990  | —                          | —                     |                            |                               |                            |                              | —                             | —                              |
| 1991  |                            |                       |                            |                               |                            |                              | Victoire Manon Bollegraf      | Arantxa Sánchez Emilio Sánchez |
| 1992  |                            |                       | 1/2 finale Manon Bollegraf | Lori McNeil Bryan Shelton     | 1/2 finale Manon Bollegraf | Miriam Oremans Jacco Eltingh | Finale Helena Suková          | Nicole Provis M. Woodforde     |
| 1993  |                            |                       |                            |                               | Finale Manon Bollegraf     | M. Navrátilová M. Woodforde  | 1/4 de finale Manon Bollegraf | Helena Suková T. Woodbridge    |

N.B. : le nom de la partenaire se trouve sous le résultat ; le nom des ultimes adversaires se trouve à droite.